# Ormenans
Ormenans település Franciaországban, Haute-Saône megyében. Lakosainak száma 85 fő (2022. január 1.). Ormenans Fontenois-lès-Montbozon, Loulans-Verchamp, Montbozon és Roche-sur-Linotte-et-Sorans-les-Cordiers községekkel határos.

## Népesség
A település népességének változása:
| Lakosok száma | 64   | 72   | 75   | 77   | 80   | 81   | 82   | 86   | 85   |
|               | 2013 | 2015 | 2016 | 2017 | 2018 | 2019 | 2020 | 2021 | 2022 |